# Monika Latos-Miłkowska
Monika Latos-Miłkowska – polska prawnik, doktor habilitowany nauk prawnych, nauczyciel akademicki Uniwersytetu Warszawskiego, specjalistka w zakresie prawa pracy.

## Życiorys
W 1997 ukończyła studia prawnicze na Wydziale Prawa i Administracji Uniwersytetu Warszawskiego. Tam też w 2002 na podstawie napisanej pod kierunkiem Ludwika Florka rozprawy pt. Upadłość i likwidacja pracodawcy otrzymała stopień naukowy doktora nauk prawnych w zakresie prawa, specjalność: prawo pracy. Na tym samym wydziale w 2014 na podstawie dorobku naukowego oraz rozprawy pt. Ochrona interesu pracodawcy uzyskała stopień doktora habilitowanego nauk prawnych w dyscyplinie prawo, specjalność: prawo pracy. Została adiunktem Uniwersytetu Warszawskiego w Instytucie Nauk Prawno-Administracyjnych.